# Budweiser Budvar
Ne doit pas être confondu avec la bière tchèque Budweiser Bier, ni avec la bière américaine Bud. Pour plus d'informations, voir Budweiser.
La Budweiser Budvar, de son nom complet Budějovický Budvar, národní podnik, est une brasserie située dans la ville de České Budějovice (Budweis en allemand), en République tchèque, et appartenant à l'état tchèque. Elle produit principalement une lager, vendue sous le nom de Budweiser Budvar en Union européenne et de Czechvar aux États-Unis et au Canada. 

## Bières
- Budweiser Budvar :

Logo Budweiser Budvar

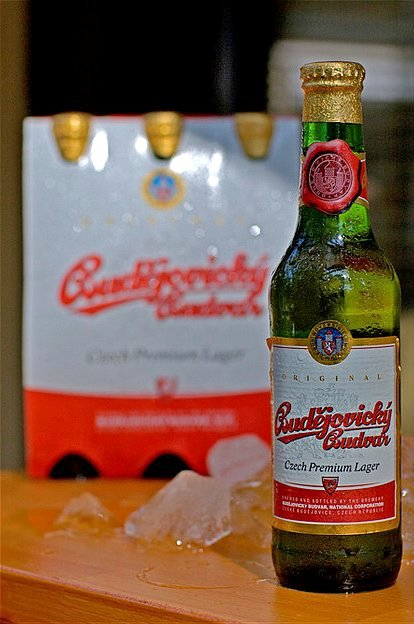
Budweiser Budvar

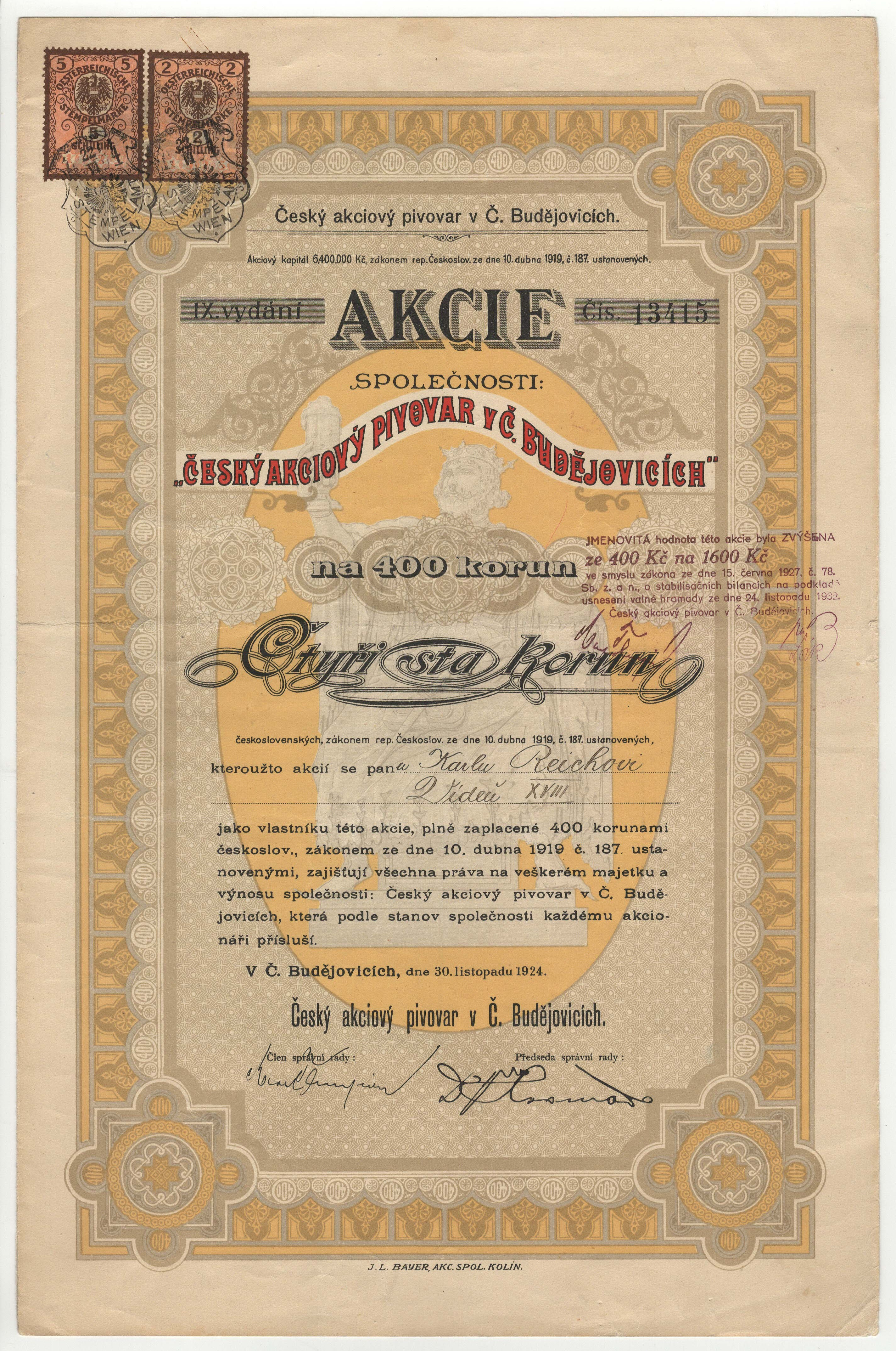
Action du Český akciový pivovar de Budvar en date du 30 novembre 1924

Une bière produite dans la ville était déjà consommée au XVIe siècle à la cour du roi Ferdinand Ier du Saint-Empire. La Budweiser en tire d'ailleurs son slogan de Beer of kings (bière des rois). Cependant, la première pils ne fut créée qu'en 1842 et il est très peu probable que la bière brassée au XVIe siècle ait été la même que la Budweiser actuelle. Pils traditionnelle, elle possède un goût malté assez prononcé et une amertume moyenne à faible.
Couleur jaune-or, elle est faite à partir de Saaz, une des variétés de houblons les plus réputées du monde. Elle possède une mousse fine et généreuse et titre à 5° d'alcool, ce qui en fait une bière plutôt légère selon les standards tchèques.
Un conflit de longue date oppose la brasserie et le conglomérat américain Anheuser-Busch pour l'utilisation du nom Budweiser. Un verdict de la Cour européenne de justice du 22 septembre 2011 stipule que Budweiser Budvar a l’usage exclusif de la marque Budweiser dans l'ensemble de l'Union européenne,. Cependant, ce n'est pas le cas en Amérique du nord, où la bière doit être vendue sous le nom de Czechvar.
- Pardál